# Наппані (Індіана)
Наппані (англ. Nappanee) — місто (англ. city) в США, в округах Елкгарт і Косцюшко штату Індіана. Населення — 6949 осіб (2020).

## Географія
Наппані розташоване за координатами 41°26′42″ пн. ш. 85°59′47″ зх. д. / 41.44500° пн. ш. 85.99639° зх. д. (41.445044, -85.996352).  За даними Бюро перепису населення США в 2010 році місто мало площу 10,74 км², уся площа — суходіл. В 2017 році площа становила 11,46 км², уся площа — суходіл.

## Демографія
Згідно з переписом 2010 року, у місті мешкало 6648 осіб у 2545 домогосподарствах у складі 1792 родин. Густота населення становила 619 осіб/км².  Було 2852 помешкання (265/км²).
Расовий склад населення:
| - 94,8 % — білих - 0,7 % — чорних або афроамериканців - 0,3 % — корінних американців - 0,2 % — азіатів - 0,1 % — вихідців з тихоокеанських островів - 2,4 % — осіб інших рас |

До двох чи більше рас належало 1,5 %. Частка іспаномовних становила 6,2 % від усіх жителів.
За віковим діапазоном населення розподілялося таким чином: 27,9 % — особи молодші 18 років, 59,6 % — особи у віці 18—64 років, 12,5 % — особи у віці 65 років та старші. Медіана віку мешканця становила 34,8 року. На 100 осіб жіночої статі у місті припадало 95,5 чоловіків;  на 100 жінок у віці від 18 років та старших — 93,5 чоловіків також старших 18 років.
Середній дохід на одне домашнє господарство  становив 59 440 доларів США (медіана — 48 918), а середній дохід на одну сім'ю — 68 613 долари (медіана — 52 851). Медіана доходів становила 41 565 доларів для чоловіків та 31 948 доларів для жінок. За межею бідності перебувало 10,9 % осіб, у тому числі 15,2 % дітей у віці до 18 років та 7,3 % осіб у віці 65 років та старших.
Цивільне працевлаштоване населення становило 3205 осіб. Основні галузі зайнятості: виробництво — 34,5 %, освіта, охорона здоров'я та соціальна допомога — 16,3 %, роздрібна торгівля — 12,1 %.